# كأس العالم 2030
كأس العالم لكرة القدم 2030 هي البطولة الرابعة والعشرون من كأس العالم التي ينظمها الاتحاد الدولي لكرة القدم (فيفا). ستُقام هذه البطولة في كلٍّ من المغرب وإسبانيا والبرتغال، فيما ستُقام أول ثلاث مباريات في كلٍّ من الأوروغواي والأرجنتين وباراغواي للاحتفال بالذكرى المئوية للبطولة.
ستكون هذه النسخة أولَ نسخة يُنظَّم فيها كأس العالم في ثلاث قارَّات وفي ستِّ دول.
وستكون ثانيَ نسخة تشهد مشاركةَ ثمانية وأربعين منتخبًا بعد كأس العالم 2026 التي ستقام في الولايات المتحدة وكندا والمكسيك، وقد قرَّر مجلسُ الفيفا بالإجماع في 10 يناير (كانون الثاني) 2017 في المدينة السويسرية زيورخ رفعَ عدد المنتخبات المشاركة في النسخ القادمة إلى 48 منتخبًا، موزَّعين على 16 مجموعة، يتأهلُ منها بطلُ كل مجموعة ووصيفُها فقط (وعددهم الإجمالي 32 منتخبًا) إلى مرحلة خروج المغلوب.

## اختيار المضيف

### الشروط
أعلن (الفيفا) بدءَ تقديم العطاءات في عام 2022، ولمَّا كانت قطر قد استضافت نسخة 2022، وستستضيفُ الولايات المتحدة وكندا والمكسيك النسخة التالية 2026 فقد استبعدَ الفيفا أعضاء الاتحاد الآسيوي لكرة القدم واتحاد أمريكا الشمالية والوسطى والكاريبي (الكونكاكاف) من الترشُّح لاستضافة مونديال 2030.
وتنصُّ سياسات الفيفا فيما يخصُّ ترشيحات الاستضافة على ضرورة أن يوفِّر المُتقدِّم (أو المتقدِّمون في حال الترشيحات المشتركة) ما لا يقلُّ عن أربعة عشر ملعبًا بسعة 40 ألف متفرِّج فما أكثر لكلِّ ملعب، مع ضرورة توفير سبعة ملاعب بهذه السعة لحظة التقدُّم بملف الترشيح. ويجبُ استضافة المباراتين الافتتاحية والنهائية على ملعبٍ يتسعُ لـ 80 ألف متفرج على الأقل، أما مباراة نصف النهائي فيجبُ أن تُجرى في ملعبٍ يتسع لـ 60 ألف متفرجٍ على الأقل.
وتتضمَّنُ الشروط أيضًا: ضرورة توفير المستضيف ما لا يقلُّ عن 72 ملعبًا للتدريب (معسكرات المنتخبات)، وأن يشتمل كلُّ ملعب من الملاعب المُرشَّحة للاستضافة على 4 مراكز تدريب مستقلَّة، فضلًا عن مَركزَي تدريب للطاقم التحكيمي. وأخيرًا توفير أماكن الإقامة المناسبة التي يجبُ أن تكون قريبةً من الملاعب وعلى مستوى عال.
تنظرُ الفيفا في متطلبات أُخرى تتعلَّق بطريقة تصوير المباريات ومواقع كاميرات البث، كما تنظرُ في مواضيعَ أُخرى من قبيل الاستدامة و‌حماية البيئة و‌حقوق الإنسان، إلى جانب الدعم الحكومي والنموذج التنظيمي الذي يُقدِّمه البلد المُرشَّح.

### الترشيحات الأوليّة
قَدم أول مقترحٍ لاستضافة كأس العالم 2030 الترشيح المشترك من الاتحاد الأرجنتيني و‌الاتحاد الأوروغواياني لكرة القدم، أما المقترح الثاني فقُدم من قِبل الاتحاد الإنجليزي لكرة القدم. أكد الاتحاد الملكي الإسباني ونظيره المغربي ثمّ البرتغالي في الثامن من تشرين الأول/أكتوبر نيّتهما تقديم ترشيحٍ إيبيري مشتركٍ لاستضافة كأس العالم، وهو ما حصل حيثُ قُدِّم الطلبُ بشكل رسمي في 4 حزيران/يونيو 2021. جديرٌ بالذكرِ هنا أنّه وبحسبِ سياسات الفيفا فلا يُمكن إقامة كأس العالم 2030 في آسيا (الاتحاد الآسيوي لكرة القدم) أو في أمريكا الشمالية (كونكاكاف)، بعدما اختيرت قطر لتنظيم نسخة 2022، وكندا والمكسيك والولايات المتحدة لاستقبال نسخة 2026.
تم الإعلان عن الترشيح المشترك من قبل الأرجنتين وأوروغواي في 29 يوليو 2017. قبل مباراة جمعت منتخبي البلدين في مونتيفيديو، وبعد أربعة أسابيع، قام لويس سواريز لاعب أوروجواي وليونيل ميسي الأرجنتيني - ثم زملائه في برشلونة - بإعلان الترشيح بقمصان تذكارية. في 31 أغسطس، اقترح انضمام باراغواي كمضيف ثالث. وأكد اتحاد أمريكا الجنوبية لكرة القدم الترشيح الثلاثي المشترك في سبتمبر. وسيتزامن ترشيح أوروجواي والأرجنتين وباراغواي مع الذكرى المئوية لنهائي كأس العالم 1930 الذي استضافته أوروجواي بالإضافة إلى الذكرى المئوية الثانية لأول دستور للأوروجواي. في 14 فبراير 2019، كشفت تشيلي عن خططها للانضمام إلى الدول الثلاث المرشحة لاستضافة البطولة. قبلت تشيلي بالترشيح ليصبح أول رباعي على الإطلاق يتقدم لاستضافة كأس العالم.
في عام 2015، صرح نائب رئيس اتحاد كرة القدم ديفيد جيل أن بلاده يمكن أن تقدم ترشيحاً لعام 2030، بشرط أن تكون عملية تقديم الترشيحات أكثر شفافية. وكتب الصحفي بن رومسبي، "إنجلترا هي واحدة من الدول القليلة التي يمكنها تنظيم حدث يضم 48 دولة بالكامل"، في حين أوضح الرئيس التنفيذي لاتحاد كرة القدم مارتن جلين في وقت سابق من ذلك العام أن تقديم ترشيح عام 2030 كان "خيارًا". في يونيو 2017، صرح ألكسندر شيفرين رئيس الاتحاد الأوروبي لكرة القدم أن الاتحاد أوروبي (UEFA) سينافس بالتأكيد من أجل "دوره" لاستضافة كأس العالم في عام 2030. وفي الشهر نفسه، صرح الاتحاد الأوروبي لكرة القدم بأنه "سيدعم ترشيحاً في عموم بريطانيا لعام 2030 أو على الأقل ترشيحاً واحدًا من إنجلترا".
وقد أعلن عن الجدول الزمني لتقديم الترشيحات من قبل مجلس الفيفا في اجتماعهم في شنغهاي، بالصين، في 24 أكتوبر 2019. وانطلقت عملية تقديم الترشيحات في عام 2022 مع لوائح الترشيح للموافقة عليها في يونيو 2023 وسيتم اختيار المضيف من قبل كونغرس الفيفا في الربع الثالث من عام 2024.

## الترشيحات

### الترشيحات الإفريقية
في 17 يونيو 2018، أعلنت الجامعة الملكية المغربية لكرة القدم عن مشاركته في استضافة كأس العالم 2030. كان هناك ترشيحان مشتركان محتملان: أحدهما مع تونس والجزائر، والآخر مع إسبانيا والبرتغال، اللذان سينضمان لاحقًا. انتظر المغرب في أول تونس و جزائر لتقديم ملف مشترك معه . لكن مع عدم تقديم أي ملف من طرفهم قرر المغرب لاحقا إنظمام للملف مشترك مع إسبانيا و برتغال 
في 10 يوليو، أعرب وزير الرياضة المصري عن رغبته في تقديم ترشيح لاستضافة البطولة.
في 29 سبتمبر، أعلن المجلس التنفيذي لاتحاد شمال إفريقيا لكرة القدم (UNAF) عن رغبته في تقديم ترشيح شمال أفريقي مشترك لاستضافة كأس العالم 2030.
في يوليو 2019، قال رئيس الاتحاد المصري لكرة القدم، هاني أبو رضا، إن مصر ستكون مستعدة لاستضافة بطولة كأس العالم بمشاركة 48 فريقًا.
تضمن البرنامج السياسي للمرشح الكاميروني للرئاسة آنذاك جوشوا أوسيه ترشيح بلاده إلى جانب دولتين إفريقيتين جنوب الصحراء لاستضافة كأس العالم 2030. كان يُعتقد أن الاهتمام مرتفع بين العديد من بلدان إفريقيا جنوب الصحراء، ومن المرجح أن تسعى جمهورية الكونغو أو جمهورية الكونغو الديمقراطية أو الغابون أو جمهورية إفريقيا الوسطى أو نيجيريا أو أنغولا للانضمام إلى الكاميرون في ترشيحات كأس العالم 2030. في الانتخابات الرئاسية الكاميرونية بعام 2018، خسر أوسيه أمام شاغل المنصب بول بيا.
في أكتوبر 2023 تم اختيار المغرب وإسبانيا والبرتغال لاستضافة كأس العالم 2030 لكن الخلافات بدأت تظهر بين المغرب وإسبانيا حول احتضان المباراة النهائية.

### الترشيحات الأوروبية

#### جنوب شرق أوروبا
في 2 نوفمبر 2018، أكد قادة بلغاريا واليونان ورومانيا وصربيا عزمهم على التنافس لاستضافة البطولة عبر ترشيح مشترك. وفي 25 فبراير 2019، تم التأكيد رسميًا على أن رومانيا وبلغاريا وصربيا واليونان ستقدم ترشيحًا مشتركًا لتنظيم بطولة أمم أوروبا 2028 وكأس العالم 2030. وقع الوزراء مذكرة تفاهم في 10 أبريل. تم التخلي عن الفكرة بهدوء، ويرجع ذلك أساسًا إلى قيام اليونان بتقديم ترشيحات مع مصر والمملكة العربية السعودية.

#### الترشيح المشترك بين المملكة المتحدة وأيرلندا
في 17 يونيو 2018، أعلن الاتحاد الإنجليزي لكرة القدم أنه يجري محادثات مع دول أخرى حول محاولة على مستوى المملكة المتحدة لاستضافة كأس العالم 2030. في 1 أغسطس، راجت أنباء عن أن الاتحاد الإنجليزي كان يستعد لترشيح إنجلترا لاستضافة كأس العالم في عام 2030. كان من المتوقع اتخاذ قرار في عام 2019، بعد أن أجرى الاتحاد الإنجليزي دراسة جدوى بشأن ترشيح محتمل. أراد رئيس الاتحاد الأوروبي لكرة القدم ألكسندر شيفرين ترشيحاً أوروبيًا واحدًا فقط لاستضافة كأس العالم. كما اعتبر الترشيح البريطاني الفكرة الأكثر حكمة. كان هناك أيضًا محادثات حول انضمام اتحاد كرة القدم الأيرلندي إلى الترشيح البريطاني المحتمل. اعتبر الاتحاد الاسكتلندي لكرة القدم الترشيح البريطاني المحتمل فرصة عظيمة للحصول على أموال لتجديد وإعادة تطوير ملعب هامبدن بارك في جلاسكو، الملعب الرئيسي لمنتخب اسكتلندا الوطني لكرة القدم. في 19 سبتمبر، أكد الاتحاد الأيرلندي لكرة القدم انضمامه إلى دراسة الجدوى للمشاركة في استضافة كأس العالم 2030 مع إنجلترا وإسكتلندا وويلز وأيرلندا الشمالية. في 28 سبتمبر، أعلنت رئيسة الوزراء البريطانية آنذاك تيريزا ماي أن الحكومة البريطانية ستدعم أي محاولة بريطانية وأيرلندية لاستضافة كأس العالم فيفا. علاوة على ذلك، أكد اتحاد كرة القدم واتحاد اتحاد ويلز لكرة القدم أن الهيئات الحاكمة الوطنية الخمسة تجري مناقشات حول جدوى تقديم الترشيحات لاستضافة كأس العالم.
في 15 يوليو، قال نائب زعيم حزب العمال البريطاني، توم واتسون، في وقت سابق إنه وحزبه يدعمان ترشيح المملكة المتحدة لاستضافة كأس العالم 2030. في 16 يوليو، أعربت رئيسة الوزراء البريطانية آنذاك تيريزا ماي عن دعمها للعرض. على الرغم من عدم وجود مناقشة مسبقة مع اتحاد كرة القدم، أعرب الاتحاد الاسكتلندي لكرة القدم أيضًا عن اهتمامه بالانضمام إلى ترشيح على أرض الوطن. دعا الوزير الأول الاسكتلندي السابق هنري ماكليش الحكومة الاسكتلندية والاتحاد الاسكتلندي لكرة القدم لتقديم ترشيح لاستضافة كأس العالم 2030 مع الدول البريطانية الأخرى.
في 1 مارس 2021، أعرب رئيس وزراء المملكة المتحدة، بوريس جونسون، عن اهتمامه باستضافة المملكة المتحدة وجمهورية أيرلندا لكأس العالم هذه، حيث من توقع أن تضخ وزارة الخزانة 2.8 مليون جنيه إسترليني في ترشيح عام 2030. وقد بدأت بعد ذلك دراسات الجدوى من قبل الحكومة الأيرلندية وحكومة المملكة المتحدة (بما في ذلك الحكومات المفوضة في أيرلندا الشمالية واسكتلندا وويلز). وأضاف جونسون: "نحن حريصون جدًا على إعادة كرة القدم إلى الوطن في عام 2030". وأصدرت اتحادات كرة القدم للدول المرشحة بيانا مشتركا قالت فيه إنها مسرورة بالتزام الحكومة بالملف. بعد مشاهد اضطراب الجماهير في نهائي كأس الأمم الأوروبية لكرة القدم 2020 بين إنجلترا وإيطاليا الذي أقيم في 11 يوليو 2021 في استاد ويمبلي، كرر بوريس جونسون أمله في أن تظل المملكة المتحدة وأيرلندا قادرتان على استضافة كأس العالم 2030.
في 5 يناير 2022، أعلنت الاتحادات الخمس لكرة القدم عن ترشيح مشترك للمملكة المتحدة وأيرلندا لاستضافة بطولة أمم أوروبا 2028، الأمر الذي جعل ملفها الخاص بكأس العالم "من غير المرجح أن ينجح" وجعله مشكوكًا فيه. في 7 فبراير، أُعلن أيضًا أنه سيتم التخلي عن ترشيح 2030 وأن المملكة المتحدة وأيرلندا ستركزان بدلاً من ذلك على محاولة استضافة أمم أوروبا 2028.

### ترشيحات أمريكا الجنوبية

#### كولومبيا - الإكوادور - بيرو
في 7 سبتمبر 2019، اقترح رئيس الإكوادور لينين مورينو ترشيحاً مشتركًا لتنظيم كأس العالم 2030 جنبًا إلى جنب مع كولومبيا وبيرو. في 14 سبتمبر، أكد رئيس كولومبيا إيفان دوكي أن كولومبيا ستقدم ترشيحاً لاستضافة كأس العالم 2030 جنبًا إلى جنب مع الإكوادور والبيرو. كما زعم أن رئيس بيرو مارتين فيزكارا قال إن كأس العالم هذه مهمة.

#### أوروغواي - الأرجنتين - تشيلي - باراغواي
في البداية تم تقسيم الترشيح المزمع بين أوروغواي والأرجنتين فقط. جاء الترشيح المقصود بعد حركة ويب سابقة تدعي أن الفيفا يجب أن تمنح أوروجواي حقوق استضافة للأوروغواي للاحتفال بالذكرى المئوية الأولى لكأس العالم، التي أقيمت في أوروجواي.
تأكدت نية أوروغواي والأرجنتين لتقديم الترشيح رسميًا في 29 يوليو 2017 قبل تأكيد باراغواي كثالث مضيف في 4 أكتوبر 2017. أكدت تشيلي محاولتها لاستضافة المجموعة في 14 فبراير 2019 كبيان مشترك من الدول المرشحة.

### الترشيحات الآسيوية
تمنع قواعد الفيفا الحالية دول الاتحاد الآسيوي لكرة القدم من استضافة أي نهائيات لكأس العالم حتى عام 2034، بعد اختيار قطر لحدث 2022. ومع ذلك، اقترح رئيس كوريا الجنوبية مون جاي إن في يونيو 2017 أن تستضيف كتلة شمال شرق آسيا كأس العالم 2030، بما في ذلك كوريا الجنوبية وكوريا الشمالية، قائلًا إنها ستحسن العلاقات في المنطقة. وجدد تشونغ مونج جيو، رئيس الاتحاد الكوري لكرة القدم، الترشيح المقدم إلى الاتحاد الكوري الشمالي لكرة القدم، والاتحاد الصيني لكرة القدم، والاتحاد الياباني لكرة القدم في مؤتمر فيفا في يونيو 2018. ناقش الرئيس مون الاقتراح مرة أخرى مع إنفانتينو خلال كأس العالم لكرة القدم 2018.
في 5 يونيو 2019، أشار رئيس فيفا جياني إنفانتينو في اجتماع مجلس فيفا في أكتوبر 2019 عندما طُلب منه تحديث القواعد والجدول الزمني لعملية تقديم الترشيحات مضيفًا "سنرى أيضًا ما إذا كان يمكن أن يكون هناك ترشيح من الصين".
في 12 أغسطس 2021، تم الإبلاغ عن أن اتحاد أستراليا لكرة القدم قد بدأ مناقشات أولية مع مسؤولي الأحداث الكبرى في الولاية، حيث بدأ رئيس ترشيح الألعاب الأولمبية الصيفية 2000 بسيدني رود ماكجيوش العمل في الترشيح. ستستضيف بريزبان بالفعل دورة الألعاب الأولمبية الصيفية لعام 2032.

### الترشيحات الممكنة عبر الكونفدرالية

#### ترشيح مصر اليونان السعودية
ربطت الاتحاد السعودي لكرة القدم (عضو في الاتحاد الآسيوي لكرة القدم) بمحاولة لاستضافة كأس العالم 2030. لم تستضيف المملكة العربية السعودية نهائيات كأس العالم من قبل، لكنها ستستضيف كأس آسيا عام 2027. كان يُعتقد أن ترشيح المملكة العربية السعودية سيشمل مضيفًا مشاركًا، مع وجود شائعات محتملة تشمل المغرب أو مصر (كلاهما من أعضاء في الاتحاد الإفريقي لكرة القدم الذين لم يستضيفوا كأس العالم من قبل) أو إيطاليا (عضو الاتحاد الأوروبي لكرة القدم والتي استضافت كأس العالم سابقًا في عام 1934 و1990). ومع ذلك، أشارت الشائعات الأخيرة إلى أن المملكة العربية السعودية ستقدم ترشيحاً لاستضافة كأس العالم بمشاركة مصر واليونان كمضيفين.

#### أسبانيا - البرتغال - المغرب
في 13 سبتمبر 2018، ناقش رئيس وزراء إسبانيا بيدرو سانشيز إمكانية تقديم إسبانيا ترشيحاً لكأس العالم 2030 مع رئيس فيفا جياني إنفانتينو ورئيس الاتحاد الملكي الإسباني لكرة القدم (RFEF) لويس روبياليس.
في 8 يونيو 2019، أعربت إسبانيا والبرتغال عن اهتمامهما بالمشاركة في استضافة كأس العالم. في 8 أكتوبر 2020، أكدت إسبانيا والبرتغال أن البلدين سيقدمان ترشيحاً مشتركًا لاستضافة كأس العالم.
أعلن الاتحاد البرتغالي لكرة القدم والاتحاد البرتغالي لكرة القدم (FPF) عن نيتهما تقديم ترشيح للبطولة خلال مباراة ودية بدون أهداف بين منتخبي البلدين في 7 أكتوبر. قبل مباراة ودية أخرى بين الفريقين في 4 يونيو 2021 (والتي صادفت أيضًا الذكرى المئوية لأول مباراة دولية للبرتغال، ضد إسبانيا)، تم إضفاء الطابع الرسمي على اتفاقية الدعم المشترك لتقديم الترشيح. وصادق كل من رؤساء الاتحاد الروسي لكرة القدم واتحاد كرة القدم، لويس روبياليس وفرناندو جوميز، على الاتفاقية نيابة عن اتحاداتهم. وحضر أيضًا لدعم الترشيح ملك إسبانيا فيليبي السادس، ورئيس البرتغال مارسيلو ريبيلو دي سوزا، ورئيس وزراء إسبانيا بيدرو سانشيز، ورئيس وزراء البرتغال أنطونيو كوستا، والعديد من الوزراء والمسؤولين الحكوميين من كلا البلدين.
في 5 أكتوبر 2022، أُعلن أن أوكرانيا ستنضم إلى الترشيح المشترك مع إسبانيا والبرتغال. وتمت الموافقة على الترشيح من قبل فولوديمير زيلينسكي، رئيس أوكرانيا. كان من المتوقع أنه في حالة نجاح الترشيح، ستستضيف أوكرانيا بعض مباريات مرحلة المجموعات. كان من الممكن أن تكون هذه ثاني بطولة كبرى لكرة القدم لو استضافتها أوكرانيا بشكل مشترك، أولها كان بطولة أمم أوروبا 2012، الذي استضافتها بولندا بشكل مشترك.
تنازلت أوكرانيا لاحقًا عن الترشيح في 14 مارس 2023، ليحل محلها المغرب، الذي يشترك في الحدود البحرية مع إسبانيا. مثل أوكرانيا، استضاف المغرب في السابق بطولة كرة قدم كبرى، وهي كأس الأمم الأفريقية 1988، بالإضافة إلى عدة أقساط من كأس العالم للأندية فيفا المكونة من 7 فرق.

### الترشيحات المؤكدة
كونميبول
-  أوروجواي، الأرجنتين، باراغواي و تشيلي

بين الكونفدرالية (2 اتحادات، ويفا، كاف):
- إسبانيا و البرتغال والمغرب[71][77]

 بين الكونفدرالية (3 اتحادات، ويفا، كاف، أفس):
-  مصر، اليونان و المملكة العربية السعودية

### الترشيحات المحتملة
أفس
-  كوريا الجنوبية (بالاشتراك مع كوريا الشمالية، اليابان أو الصين، أو الثلاثة)
-  أستراليا و أندونيسيا
-  الصين
- كونميبول

-  كولومبيا, الإكوادورو بيرو

ويفا
-  كازاختسان

الترشيحات المشتركة
-  إسرائيل, الإمارات العربية المتحدة و البحرين
-  أستراليا و نيوزيلاندا

### الترشيحات الملغية
ويفا
- رومانيا , اليونان , بلغاريا و صربيا[78][79][80]
- إنجلترا، أيرلندا الشمالية، اسكتلندا، ويلز و جمهورية أيرلندا

كاف
- المغرب[11]